# Équipe de Hongrie féminine de water-polo
L’équipe nationale féminine hongroise de water-polo est la sélection nationale représentant la Hongrie dans les compétitions internationales de water-polo réservées aux femmes.  

## Palmarès international
- Deux titres de champion du monde en 1994 et 2005.

## Performances dans les compétitions internationales

### Jeux olympiques
- 2000 : n'a pas participé
- 2004 : 6e place
- 2008 : 4e place
- 2012 : 4e place
- 2016 : 4e place
- 2020 :  3e place
- 2024 : 5e place

### Championnats du monde
- 1986 : 5e place
- 1991 : 4e place
- 1994 :  Médaille d'or
- 1998 : 7e place
- 2001 :  Médaille d'argent
- 2003 : 5e place
- 2005 :  Médaille d'or
- 2007 : 4e place
- 2009 : 7e place
- 2011 : 9e place
- 2013 :  Médaille de bronze
- 2015 : 9e place
- 2017 : 5e place
- 2019 : 4e place
- 2022 :  Médaille d'argent
- 2023 : 6e place

### Ligue mondiale
- 2004 :  Médaille d'argent
- 2005 : 4e place
- 2006 : n'a pas participé
- 2007 : n'a pas participé
- 2008 : n'a pas participé
- 2009 : n'a pas participé
- 2010 : 6e place
- 2011 : n'a pas participé
- 2012 : n'a pas participé
- 2013 : 4e place
- 2014 : n'a pas participé
- 2015 : n'a pas participé
- 2016 : n'a pas participé
- 2017 : 4e place
- 2018 : n'a pas participé
- 2019 : 6e place
- 2021 :  Médaille d'argent
- 2022 :  Médaille d'argent

### Coupe du monde
- 1979 : n'a pas participé
- 1980 : n'a pas participé
- 1981 : n'a pas participé
- 1983 : n'a pas participé
- 1984 : n'a pas participé
- 1988 :  Médaille d'argent
- 1989 :  Médaille de bronze
- 1991 : n'a pas participé
- 1993 :  Médaille de bronze
- 1995 :  Médaille de bronze
- 1997 : n'a pas participé
- 1999 : 4e place
- 2002 :  Médaille d'or
- 2006 : 5e place
- 2010 : 6e place
- 2014 : 5e place
- 2018 : n'a pas participé
- 2023 : 4e place

### Championnats d'Europe
- 1985 :  Médaille d'argent
- 1987 :  Médaille d'argent
- 1989 :  Médaille d'argent
- 1991 :  Médaille d'or
- 1993 :  Médaille de bronze
- 1995 :  Médaille d'argent
- 1997 : 5e place
- 1999 : 4e place
- 2001 :  Médaille d'or
- 2003 :  Médaille d'argent
- 2006 :  Médaille de bronze
- 2008 :  Médaille de bronze
- 2010 : 5e place
- 2012 :  Médaille de bronze
- 2014 :  Médaille de bronze
- 2016 :  Médaille d'or
- 2018 : 4e place
- 2020 :  Médaille de bronze
- 2022 : 5e place
- 2024 : 5e place